# Laura Schneider (Fussballtorhüterin)
Laura Schneider (* 14. Dezember 1995 in Aristau, Kanton Aargau) ist eine Schweizer Fussballspielerin auf der Position Torhüterin. Sie wurde 2023 erstmals in das Team der Schweizer Frauenfussball-Nationalmannschaft berufen.

## Karriere

### Vereine
Begonnen hat Laura Schneider ihre sportliche Karriere 2004 beim FC Muri, bei dem sie sieben Jahre spielte. Die darauffolgenden Jahre wechselte die Aristauerin zwischen dem SC Kriens, dem FC Muri und dem FC Luzern. Der nächste, längere Halt fand beim FC Aarau statt, bei dem sie ein Jahr lang spielte. Danach zog es die 29-Jährige wieder zu den FC Luzern Frauen, bei denen sie ganze fünf Jahre aktiv war. Seit da ist Schneider beim FC Luzern.

### Nationalmannschaft
Schneider wurde im September 2023 erstmals in das Aufgebot der Schweizer Frauen-Nationalmannschaft berufen, sass bislang aber nur auf der Ersatzbank. Ihr Debüt steht noch aus. Im November 2023 wurde sie aufgrund des Ausfalls von Torhüterin Seraina Friedli kurzfristig nachnominiert. Sie äusserte sich dazu: «Das Aufgebot kam sehr überraschend. Ich war am Arbeiten, dann bekam ich einen Anruf vom Goalie-Trainer. Ich fühle mich sehr geehrt.»
Die dritte Chance steht an der UEFA Women’s EURO 2025 bevor. Die Schweiz bestreitet ihr erstes Gruppenspiel am 2. Juli gegen Norwegen im St. Jakob-Park in Basel. Die genaue Rollenverteilung unter den Torhüterinnen – ob Schneider als erste, zweite oder dritte Wahl eingeplant ist – wurde bislang nicht offiziell kommuniziert. Um die Aufstellung als Torhüterin konkurrieren unter anderem auch Elvira Herzog und Livia Peng.